# Eclipta brasiliensis
Eclipta brasiliensis là một loài bọ cánh cứng thuộc họ Xén tóc. Loài này được Fisher mô tả năm 1947.